# Wieża Woka
Wieża Woka – wieża widokowa, najstarszy zabytek Prudnika, najstarsza wieża zamkowa na Górnym Śląsku i najstarsza prywatna budowla obronna na terenie Polski. Znajduje się na terenie Starego Miasta, na Placu Zamkowym. Jest jedyną pozostałością po zamku w Prudniku.

## Historia
Zamek gotycki w zakolu rzeki Prudnik został wzniesiony w XIII-wieku z inicjatywy czeskiego szlachcica Woka z Rożemberka, który jest uważany za założyciela Prudnika. Początkowo była nazywana Wieżą Pogańską. Wieża w pełniła funkcję miejsca ostatecznej obrony, gdyż grube ściany i wejście do wnętrza wieży na wysokości 12,5 m czyniły z niej miejsce nie do zdobycia. Oprócz tego pełniła też funkcje więzienne, a także służyła jako magazyn żywności i zbrojownia.
Inna wersja powstania wieży, obalona przez Augustina Weltzla w XIX w. mówi, że drewniany zamek Wogendrüssel założyli ok. 1000 roku templariusze co jest ewidentną nieprawdą, gdyż zakon powstał dopiero w 1118 roku. W XIX w. wieża miała być rozebrana, ale gdy pruski oficer dowiedział się o jej pochodzeniu, kazał ją zostawić.
Podczas pożaru 27 sierpnia 1806 roku spłonął cały zamek oprócz wieży. Na miejscu nieistniejącego zamku w 1837 wzniesiono kompleks stajni garnizonowych.
W 2009 Wieża Woka została gruntownie odrestaurowana przez gminę Prudnik. Obecnie pełni rolę punktu widokowego, którym zarządza Muzeum Ziemi Prudnickiej.

## Architektura

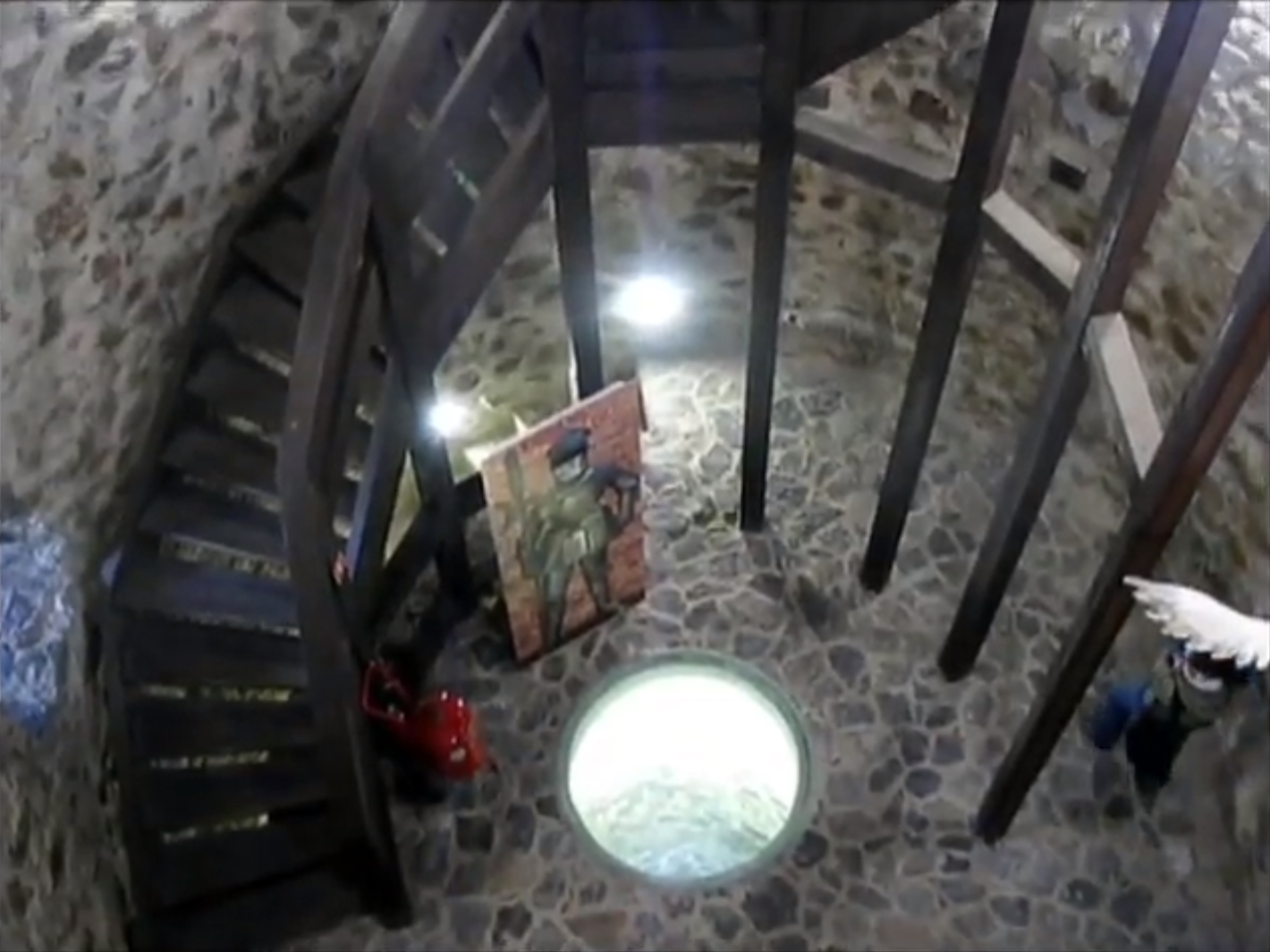
Wnętrze wieży

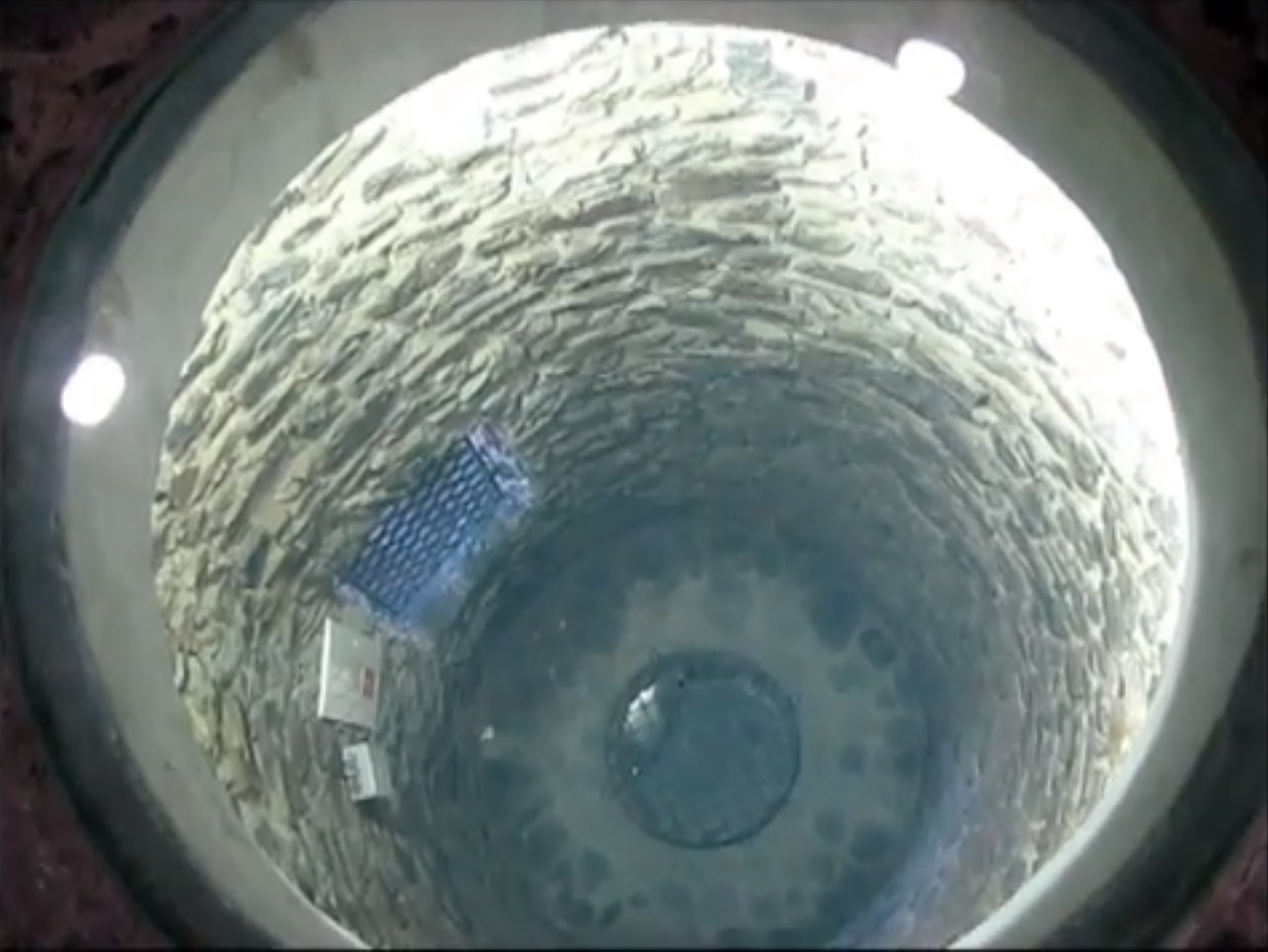
Loch

Wieża Woka jest wieżą cylindryczną. Jej mury zostały zbudowane z kamieni szarogłazu, pozyskiwanego w kamieniołomach w niedalekich Górach Opawskich. W zwieńczeniu ośmioboczna, zamknięta drewnianym gankiem i ostrosłupowym dachem. Na jednej z wyższych kondygnacji od strony północnej znajduje się otwór drzwiowy w kamiennym obramieniu.
Była to wieża ostatecznej obrony pozwalająca zamieszkiwać w niej przez niedługi czas i przetrwać oblężenie zamku, lecz niedostosowana do rezydowania w niej na stałe. Było to utrudniane przez grube i zimne mury, brak okien, wysokie położenie wejścia i brak wygodnego pomieszczenia. U podstawy ma kształt cylindra o średnicy około 12,5 m. Jej mury osiągają grubość od 4 do 5 m na poziomie fundamentowania, natomiast jej góra jest ośmioboczna. Wewnątrz cylindra mieścił się loch o średnicy 2 m i wysokości 13 m. Otwór do niego znajdował się na górze w sklepieniu nad lochem. Powyżej znajdowały się dwa pomieszczenia oddzielone stropami belkowymi.

## Galeria

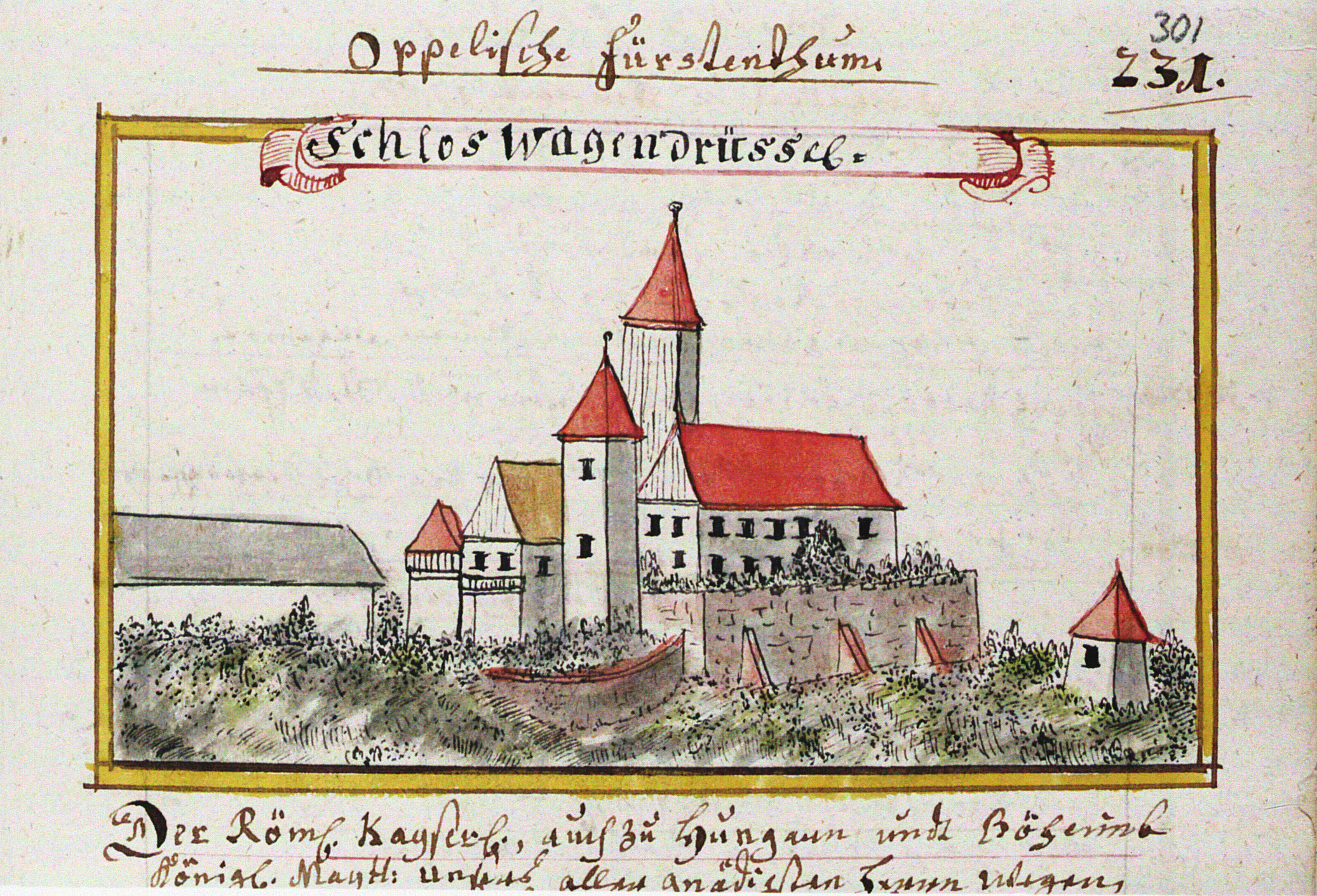
Zamek Woka (Wogendrüssel) w XVIII wieku
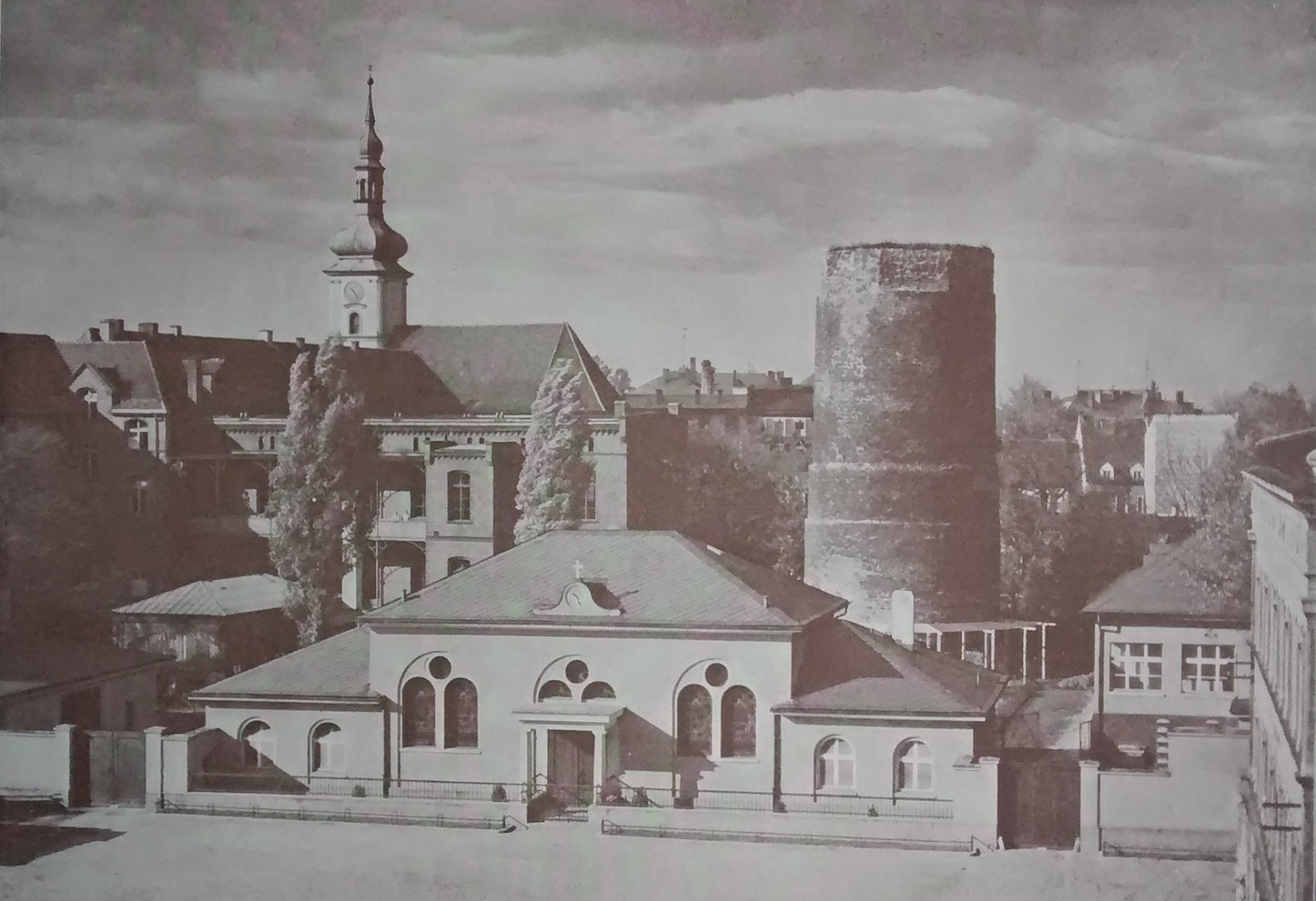
Plac Zamkowy w Prudniku (1920)
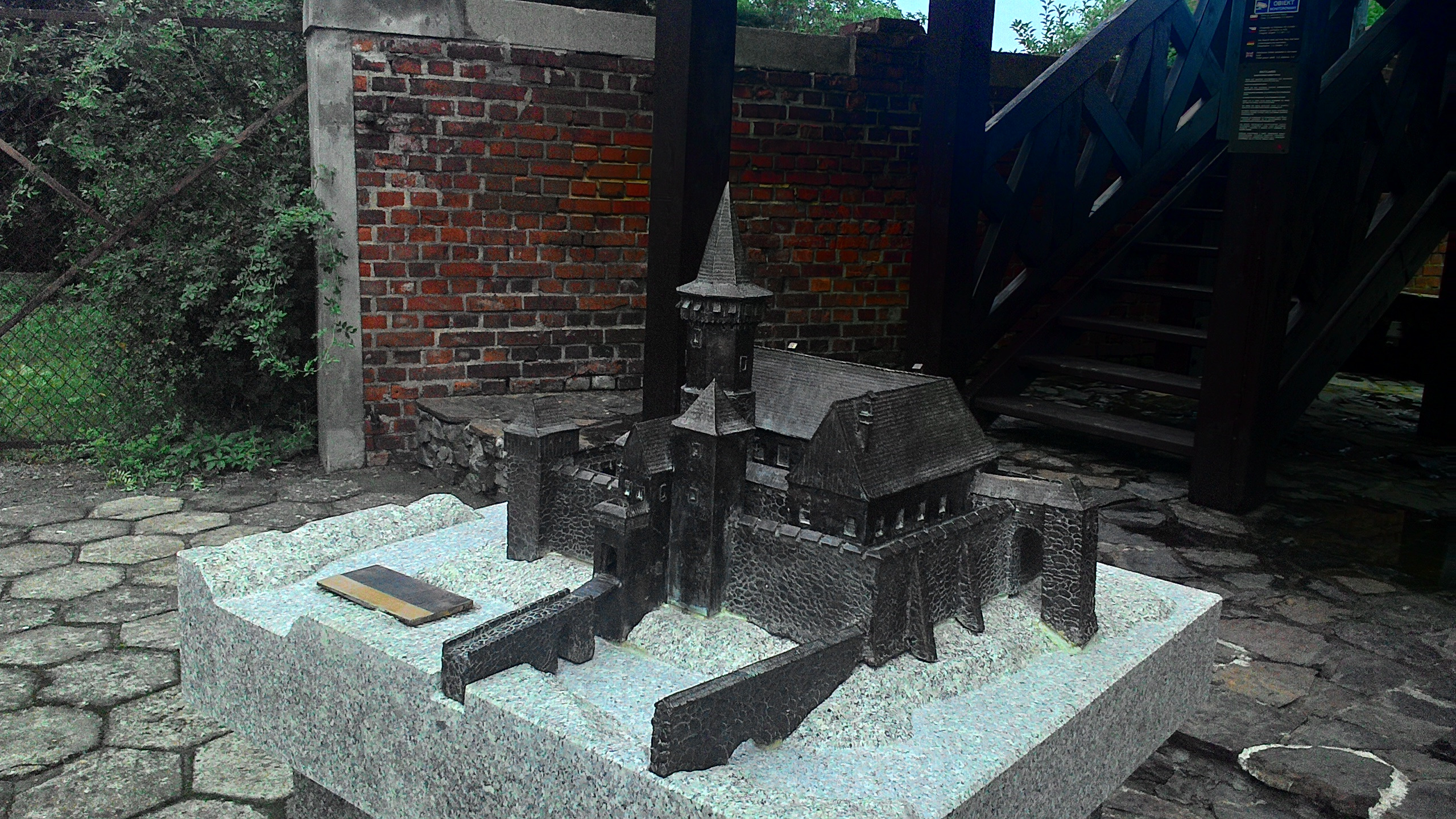
Makieta prudnickiego zamku znajdująca się przed Wieżą Woka (2018)
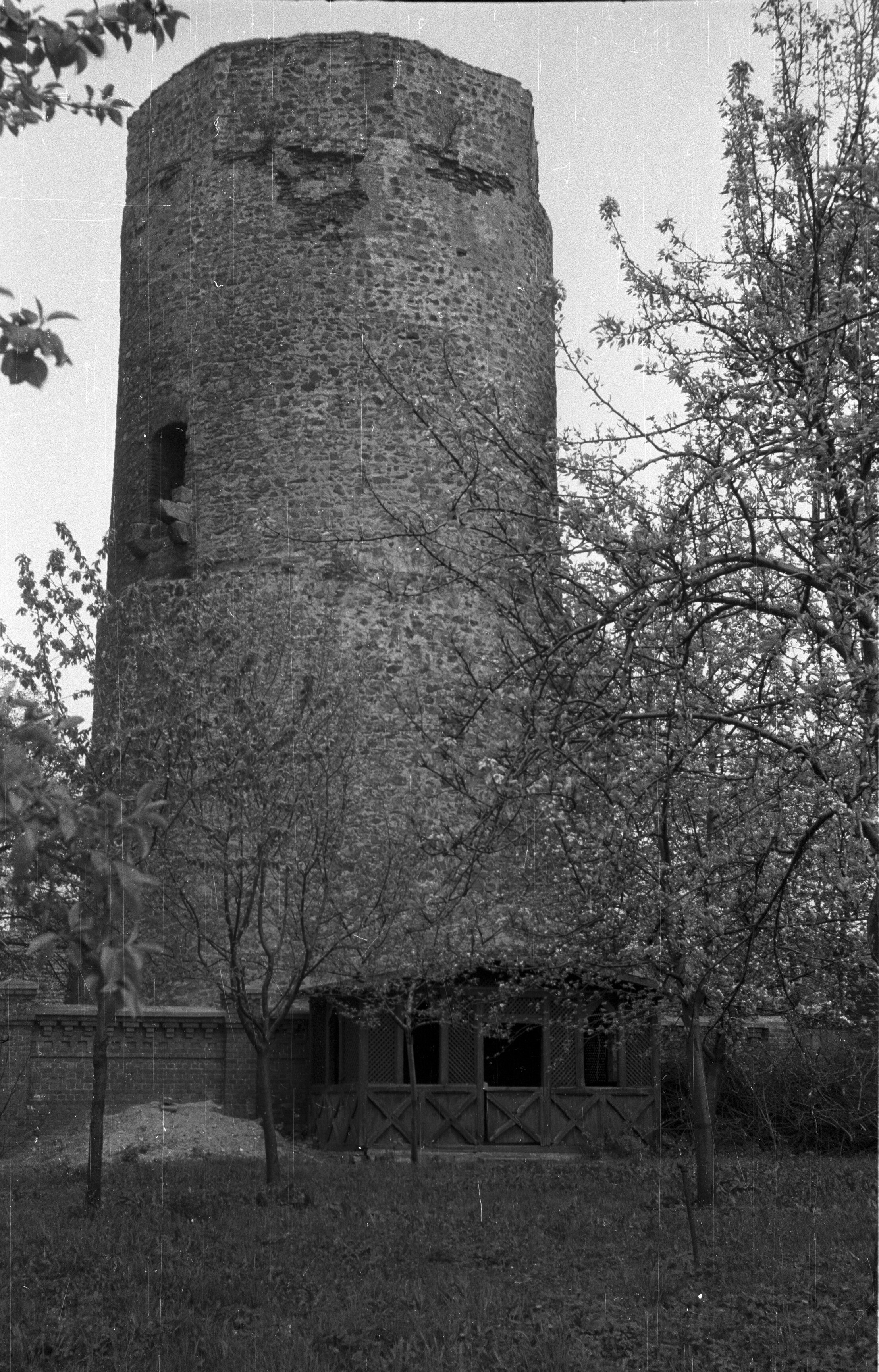
Wieża Woka (1962)
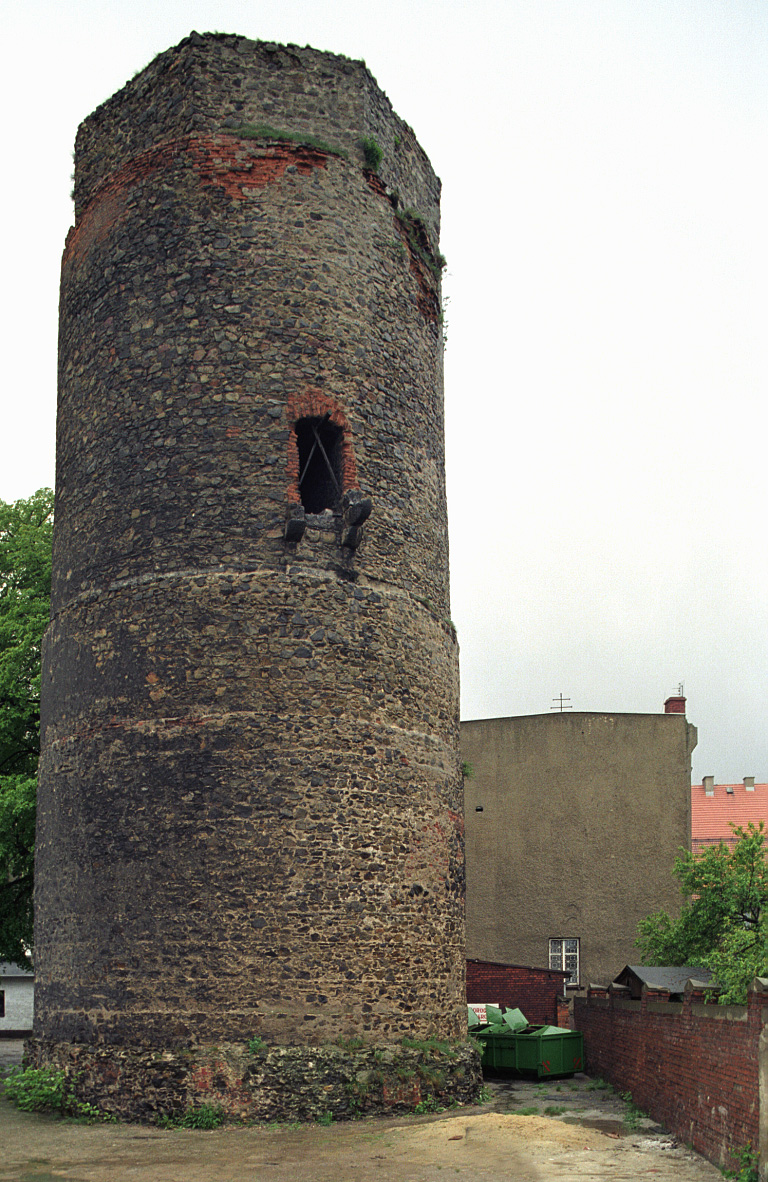
Wieża Woka przed remontem (2007)
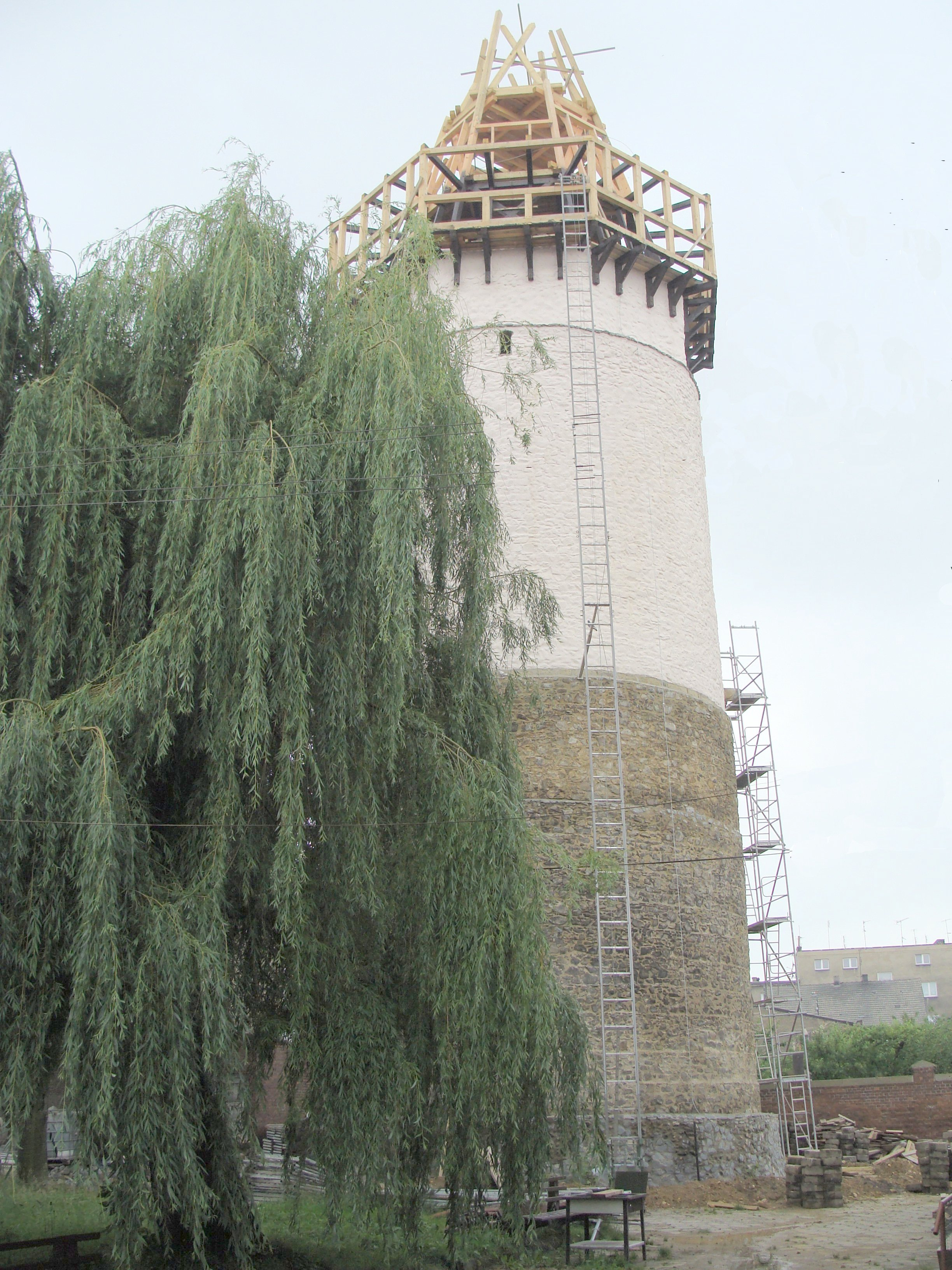
Wieża Woka podczas remontu (2009)